# Anti-Maidan

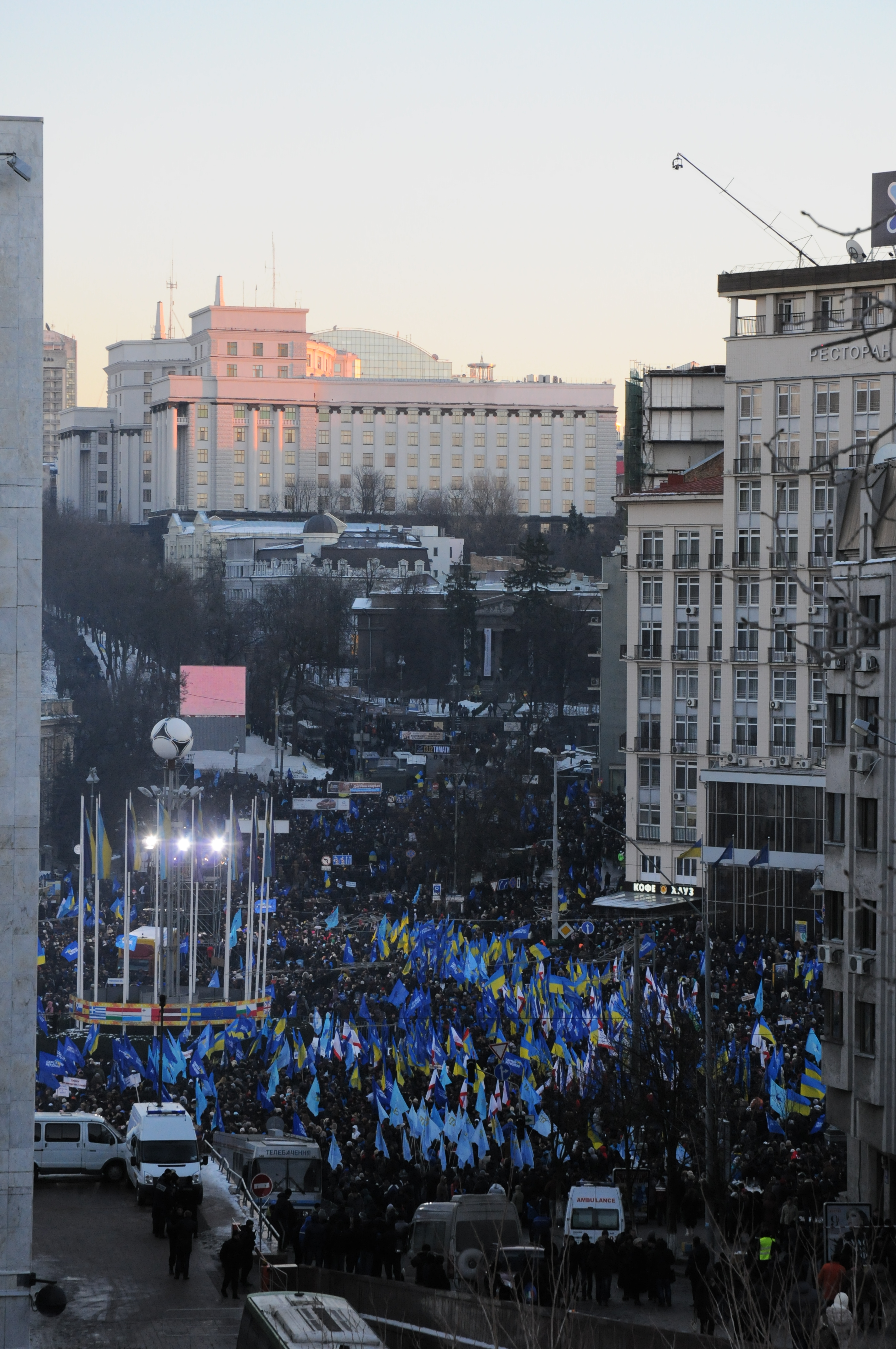
Anti-Maidan a Kiev, 14 dicembre 2013

L'anti-Maidan fu una manifestazione pro-governativa avvenuta in Ucraina in opposizione al movimento Euromaidan. Queste manifestazioni sostenevano il secondo governo Azarov, il presidente Viktor Janukovyč, e chiedevano legami più stretti con la Russia.
Dopo il successo di Euromaidan, che portò alla rivoluzione ucraina del 2014, molti di coloro che avevano partecipato all'anti-Maidan, specialmente i residenti in Ucraina orientale e meridionale, iniziarono a protestare in opposizione al governo post-Maidan guidato da Arsenij Jacenjuk.

## Cronologia

### Raduni di novembre 2013
Una controprotesta a favore del governo riunì, secondo testimonianze, 10.000 persone il 25 novembre. Il Partito delle Regioni affermò di aver pagato 100 UAH ai suoi sostenitori per partecipare a un raduno di tre ore, con i sostenitori che chiedevano di "costruire l'Europa in Ucraina [...] ma in termini e condizioni favorevoli per l'Ucraina". Secondo il Kyiv Post, i manifestanti portarono striscioni anti-UE e omofobi. Il 29 novembre un raduno pro-governo di 2 ore, forte di 3.000 persone, ebbe luogo in Piazza Europa. Il parlamentare del Partito delle Regioni Vladyslav Lukjanov disse alla folla: "Sono sicuro che il nostro movimento verso l'Europa non cambierà mai. Sosteniamo questa posizione. Lasciate che la terra sia frantumata dai nostri passi. Insieme vinceremo...». Il Kyiv Post segnalò nuovamente gli incentivi che vennero dati per partecipare e descrisse i sostenitori in apparenza "di essere senza fissa dimora; ancora più con uno sguardo da ubriaco. La folla consiste principalmente di uomini.». Euronews disse che molti furono "trasportati in pullman dall'est del paese, in cui il sentimento filorusso è forte. Anche loro portavano bandiere nazionali, così come quelli del Partito delle Regioni". Molti tra la folla rifiutarono di parlare con Euronews.
Il 30 novembre, diverse migliaia di manifestanti erano stati portati a Charkiv su autobus per mettere in scena una manifestazione per sostenere il governo in Piazza della Libertà. Alcuni dei 170 bus vennero riportati sulla scena, e il numero di partecipanti fu, secondo gli organizzatori, presumibilmente di oltre 70.000 persone; le agenzie di stampa riportarono la dimensione della folla essere di 40.000 persone. L'evento durò solo un'ora. I rapporti indicarono che i partecipanti vennero pagati 50 UAH per partecipare, e che molti erano lavoratori del settore pubblico che non parteciparono di propria iniziativa. Il raduno era sia a favore dell'amministrazione sia dell'integrazione europea.
Una manifestazione a sostegno del presidente Janukovyč detenuto dall'Amministrazione Regionale dello Stato di Donec'k e dal Partito delle Regioni venne annunciata tenersi a Donec'k il 2 dicembre, ma venne annullata a causa della mancata organizzazione di un numero sufficiente di persone.
Il 3 dicembre 1.000 persone parteciparono ad una manifestazione a Kiev organizzata dal Partito delle Regioni per sostenere il presidente. Lo stesso giorno, venne riportato dai giornalisti di Espreso.tv che gli organizzatori del raduno del Partito delle Regioni a Kiev pagavano 200 UAH ai partecipanti attraverso annunci di lavoro online.
Il 4 dicembre, 15.000 persone si radunarono a Donec'k a sostegno del presidente, molti dei quali arrivavano in pullman. Il Partito delle Regioni negò qualsiasi accusa di costrizione nella partecipazione.

### Raduni di dicembre 2013 nel parco Mariinskij

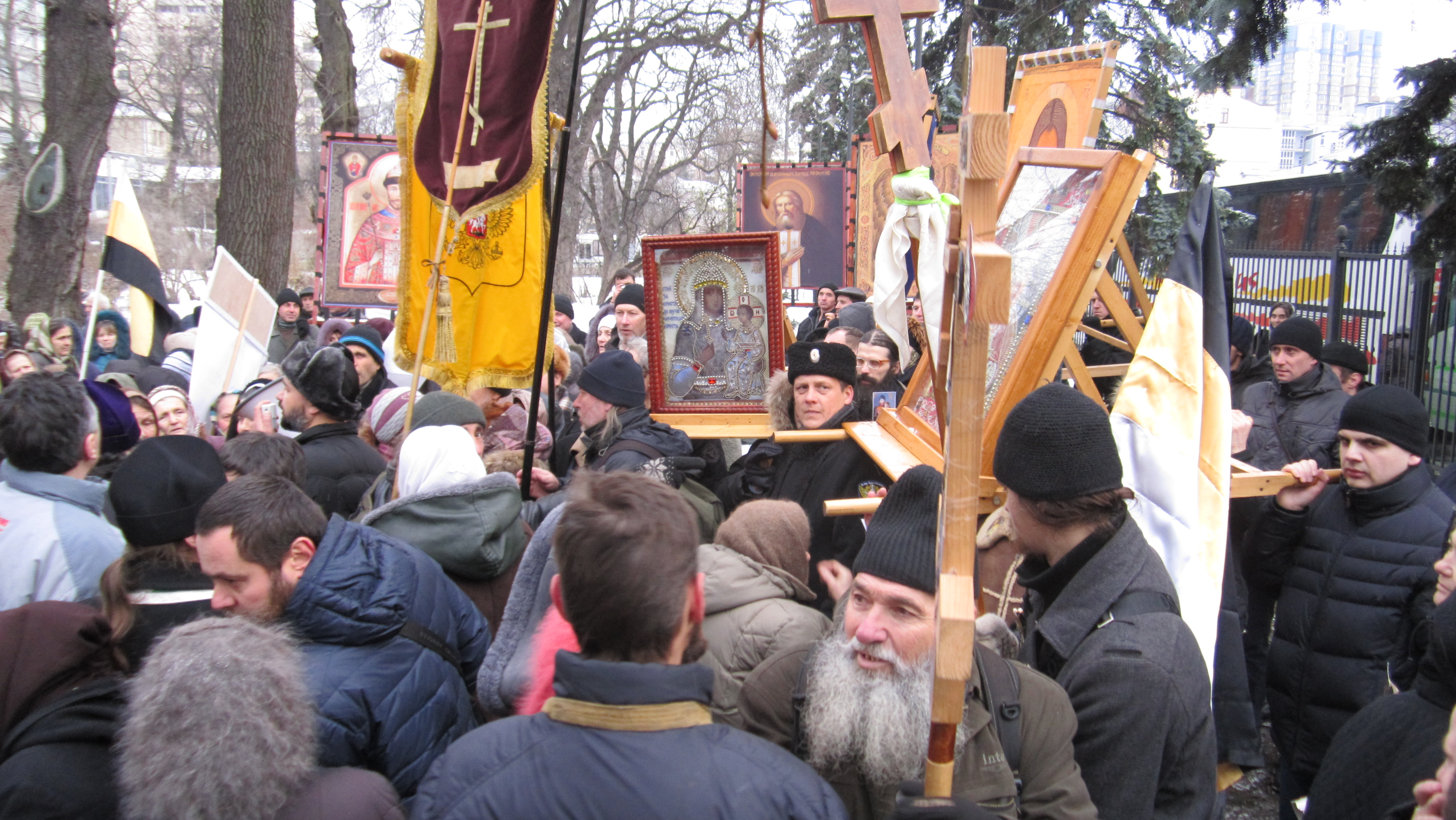
Manifestanti russo-ortodossi dellAnti-Maidan sventolano bandiere imperiali russe e striscioni ortodossi

Un raduno e una tendopoli in atto a sostegno del presidente Viktor Janukovyč, e su iniziativa del Partito delle Regioni, iniziarono il 3 dicembre al parco Mariinskij, situato vicino alla Verchovna Rada (il parlamento). Il servizio stampa del Partito delle Regioni riferì domenica 6 dicembre che più di 15.000 persone stavano prendendo parte a una manifestazione pro-governo locale. Secondo la polizia della città, c'erano circa 3.000 persone nel parco il giorno prima, e la stampa li stimò a 2.000 persone. La polizia sorvegliò pesantemente questo evento non solo dai manifestanti anti-governativi, ma anche da tutti i giornalisti e curiosi.
Secondo Segodnja, le persone che frequentarono l'evento filogovernativo del parco Mariinskij vennero assunti o obbligati a partecipare, e costretti a rimanere per un tempo predeterminato. In un incidente l'8 dicembre, i manifestanti vennero tenuti durante la manifestazione contro la loro volontà dalla sicurezza armata.
Parlando a condizione di anonimato al Kyiv Post, uno dei manifestanti disse che i partecipanti al raduno venivano pagati 300 UAH o più al fine di guadagnare soldi senza andare a lavorare. Ricordò anche i casi in cui non venivano lasciati al di fuori della manifestazione per tutta la giornata, mentre all'interno del campo vi era un accumulo di immondizia e bagni sporchi per questi motivi. Mark MacKinnon, corrispondente internazionale senior per The Globe and Mail, tentò d'intervistare un manifestante presso il corrente anti-Maidan, ma anche se venne respinto il manifestante gli indicò che aveva effettivamente sostenuto le proteste dell'Euromaidan.
In parlamento il 13 dicembre, il leader di Svoboda Oleh Tjahnybok disse che le persone sul libro paga del governo in medicina, istruzione e altri settori erano vittima di violenze per giungere a una manifestazione pro-governo prevista in quel fine settimana; il Presidente del Parlamento e membro del Partito delle Regioni Volodymyr Rybak rispose, dicendo che era sbagliata la pressione sulle persone e che doveva fermarsi.
Il 23 dicembre, la manifestazione pro-governo si concluse.

### Raduni del 14-15 dicembre 2013 a Piazza Europa

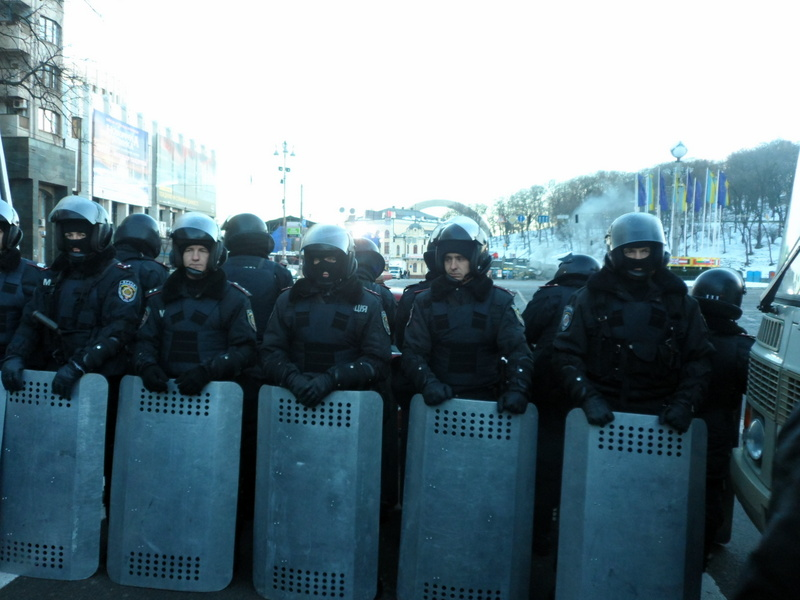
La Polizia sorveglia l'ingresso al sito dimostrativo dell'Anti-Maidan in Piazza Europa, a Kiev, la mattina del 14 dicembre.

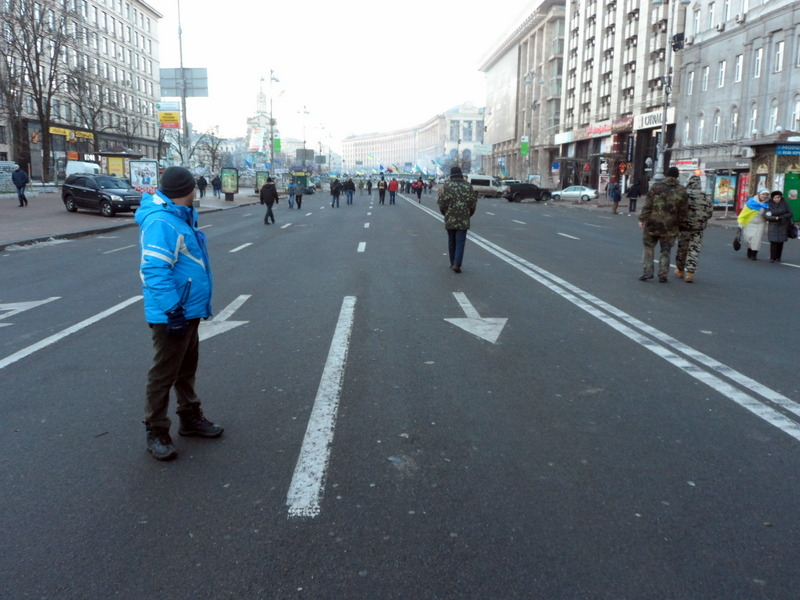
Il 'corridoio' a Chreščatyk tra la manifestazione Euromaidan e quella "Anti-Maidan", guardando verso Majdan Nezaležnosti, 08:00, 14 dicembre.

Il 14 dicembre il Partito delle Regioni annunciò l'intenzione di tenere un comizio in Piazza Europa sotto la bandiera "Salviamo l'Ucraina". La mossa di creare un secondo raduno in città da parte dei funzionari venne condannato dall'ex presidente Leonid Kravčuk. Secondo i funzionari del partito, 20.000 persone sarebbero venute da Donec'k e 10.000 dall'Oblast' di Dnipropetrovs'k. Molti altri erano attesi dalla Crimea, dall'Oblast' di Odessa, e da una serie di altre regioni. Nel periodo precedente la manifestazione, venne segnalato il 12 dicembre che "migliaia" di residenti di Dnipropetrovs'k (per lo più dipendenti pubblici, studenti di istituti tecnici e atleti) erano in viaggio a Kiev per partecipare al raduno pro-governo. Gli intervistati dissero che facevano così a malincuore, e solo per due giorni, ad un prezzo di 400-500 UAH al giorno. Venne anche riferito che i dipendenti statali vennero costretti ad aderire al gruppo sotto la minaccia di licenziamento. Il giorno del raduno, il parlamentare dell'UDAR Roman Čereha accusò i funzionari di portare bambini come difesa, promettendo loro cibo e riparo. Il 13 dicembre, l'organizzazione regionale di Donec'k del Partito delle Regioni disse che le persone che desideravano andare a Kiev avrebbero avuto razioni di cibo e sarebbero state trasportate su un treno appositamente commissionato, pagato dal partito. A Odessa, diversi treni che trasportavano circa 3.000 persone partirono della città portando studenti e insegnanti per partecipare alla manifestazione pro-governo; gli studenti, alcuni provenienti dalla Facoltà di Legge di Odessa, ammisero che avrebbero ricevuto credito scolastico per la partecipazione; altri avrebbero ricevuto una compensazione finanziaria. Venne parimenti segnalato che a Luhans'k 1000 persone partirono tramite la ferrovia, e coloro che vi partecipavano erano in gran parte minatori di carbone della regione. Il sindaco di Luhans'k Sergej Kravčenko in un discorso affermò che oltre 1.500 residenti avrebbero sostenuto il governo al raduno. Nel frattempo, a Zaporižžja, venne riferito che un treno pieno di 1.600 "uomini atletici e lavoratori delle imprese e delle compagnie statali" era in partenza per Kiev. Gli autisti dissero che era un treno privato, in affitto con i biglietti non disponibili al pubblico. In un elenco pubblicato dalla giornalista Tat'jana Hončenko, un totale di 27 treni, ciascuno con una media di 20 auto era stato noleggiato dal Partito delle Regioni per l'evento di fine settimana per trasportare i tifosi provenienti da tutta l'Ucraina a Kiev.
I leader dell'opposizione Arsenij Jacenjuk e Ihor Mirošnyčenko emisero un avviso, citando informazioni privilegiate, che le autorità stavano progettando di utilizzare la grande manifestazione pro-governo al fine di avviare un conflitto civile e giustificare l'emissione di uno stato di emergenza, che avrebbe richiesto l'uso della polizia antisommossa Berkut e dei militari per cancellare Piazza Europa e Maidan. Jacenjuk specificamente mise in guardia contro l'uso dei teppisti assoldati (titušky) che si infiltravano e iniziavano a devastare gli accampamenti pro-europei ammantata sia dei colori dell'Unione europea sia di quelli nazionali. Il leader dell'opposizione Jurij Lucenko, tuttavia, invocò alla calma e assicurò che la manifestazione pro-governo avrebbe visto la partecipazione di pacifici studenti e dipendenti pagati dallo Stato. Oleksandr Jefremov, capo della fazione parlamentare del Partito delle Regioni ribadì: "Questa sarà una dimostrazione esclusivamente pacifica, la nostra gente è sempre facilmente andata d'accordo con [..] potremo anche contare sulla polizia per creare un tampone di sicurezza tra le due manifestazioni". Tuttavia, una dichiarazione del parlamentare del Partito delle Regioni Vadym Kolesničenko riconobbe la creazione di gruppi di vigilantes in formazione nel sud-est dell'Ucraina e in tutta la Crimea per "proteggere l'ordine pubblico e la Costituzione", e che uno di questi gruppi a Sebastopoli già aveva accumulato 800 reclute; aggiungendo che sarebbero stati coinvolti negli eventi del fine settimana. In un'intervista a Radio Free Europe con un partecipante nel giorno della manifestazione, il soggetto (che insegnava boxe) rivelò che a lui e un gruppo di altri venivano offerti 1.000 UAH dagli organizzatori per istigare una lotta con i manifestanti a Maidan.
Il servizio stampa del Ministero dell'Interno disse al Kyiv Post il 13 dicembre che il raduno pro-governo aveva ricevuto il permesso di avere fino a 200.000 presenze. Secondo Zerkalo Nedeli, uno dei giornali più influenti della nazione, il Consiglio di Sicurezza Nazionale e di Difesa dell'Ucraina e il governo ordinarono al Ministero della difesa di aiutare a fornire sicurezza, logistica, distribuzione di cucine da campo, e il trasporto di 200.000 civili per tenere un raduno pro-governo a Kiev durante il fine settimana del 14-15 dicembre. Si disse che il Ministero degli Interni chiese di aiutare alla sicurezza per chi veniva a Kiev da altre regioni del paese. Il resoconto fu coperto dalla stampa da Insider, UNIAN, e Ukraïns'ka Pravda. 
Il Ministro della Difesa in seguito smentì queste voci, citando l'articolo 17 e l'articolo 37 della Costituzione dell'Ucraina, che vieta la partecipazione delle forze armate ucraine nelle lotte politiche interne. Nonostante questo, vennero viste il 13 dicembre tende in fase di realizzazione su immobili di proprietà del Ministero della Difesa, e in una relazione separata sullo Zerkalo Nedeli venne rivelato che il Ministero della Difesa aveva condotto esercitazioni nel corso dei due giorni precedenti, tra cui l'inventario delle attrezzature (ad es. cucine da campo, veicoli) per il sostegno delle proteste pro-governative. Le risorse vennero inoltre trasferite a Ukpromakord, il fornitore di cibo delle forze armate ucraine. Inoltre, il giorno della manifestazione testimoni segnalarono e fotografarono 40 cucine da campo militari che servivano sostenitori filo-governativi nel parco Mariinsky.
Il Primo Ministro Mykola Azarov parlò al raduno e disse ai manifestanti che l'Ucraina non aveva diminuito il suo obiettivo di integrazione nell'UE: "Stiamo presumibilmente tradendo l'Ucraina e firmando [un accordo per unirsi] all'Unione doganale Eurasiatica. Nego vivamente queste speculazioni". Fece riferimento alle dichiarazioni nelle quali le autorità ucraine avevano intenzione di unirsi a questa unione doganale come "sciacallaggio". Azarov ha anche esortato: "Non dividete l'Ucraina, non costruite barricate". Azarov ha anche detto che l'Unione Europea aveva insistito per firmare a 'condizioni inaccettabili', compresa l'introduzione del matrimonio e delle leggi che tutelano le minoranze sessuali gay. "I leader dell'opposizione stanno dicendo favole quando dicono che dobbiamo solo firmare un accordo [di associazione con l'UE] per iniziare un viaggio in Europa il giorno successivo senza visto. Niente del genere. Dobbiamo ancora rispettare tutta una serie di precondizioni: dobbiamo legalizzare i matrimoni omosessuali, dobbiamo adottare una legislazione sulla parità delle minoranze sessuali, e così via. La nostra società è pronta per questo?" ha detto Azarov. In seguito Azarov si è ritirato a Vienna dove mantiene una casa sontuosa.
Alla manifestazione, il parlamentare del Partito delle Regioni Hryhorij Smitjuch chiamò i partecipanti a fare appello al presidente russo Vladimir Putin per abbassare il prezzo del gas in Ucraina, e impegnò la folla in un canto di "Putin! Putin!"
Gli organizzatori sostennero una partecipazione di più di 100.000 persone; la polizia stimò una partecipazione di 60.000 persone, che era stimato anche per essere la capacità massima della piazza; testimoni oculari collocarono la partecipazione a partire da 20.000 persone. Alle 18:00 il capo del Partito delle Regioni Oleksandr Jefremov annunciò la fine del raduno, un giorno prima del previsto. Alla fine del raduno, rimasero solo 3.000 persone, e la sera Piazza Europa era deserta.
Il raduno del 15 dicembre corse tra le 10:00 e le 16:00, e ci furono vari rapporti che i partecipanti non vennero pagati per intero per il loro tempo. "La gente è venuta a esprimere la propria volontà. Li abbiamo pagato 300 Hr al giorno. Non gli ho promesso soldi, io sono qui con i miei elettori", disse Artur Martovyc'kyj, un deputato del Partito delle Regioni.

### Raduni di gennaio 2014 nel parco Mariinsky
Un'altra manifestazione da parte dei sostenitori del Partito delle Regioni iniziò il 13 gennaio 2014 e proseguì fino all'adozione del bilancio dello Stato per il 2014 il 17 gennaio. Secondo gli organizzatori le persone erano presenti alla manifestazione perché volevano "la stabilità nel paese", e ritenevano che fosse inaccettabile ostacolare l'adozione del bilancio dello Stato. I manifestanti stavano progettando di trascorrere la notte nella tendopoli nel parco Mariinskij. Secondo gli organizzatori i partecipanti alla manifestazione raccolsero firme che sarebbero state inviate al consiglio comunale di Kiev con la richiesta di liberare il centro di Kiev dai manifestanti, tra cui Chreščatyk e Majdan Nezaležnosti. Gli organizzatori dichiararono che i manifestanti erano a favore di una soluzione pacifica a questo problema ed erano contro la dispersione violenta del raduno pro-europeo. Interfax-Ucraina riportò il 13 gennaio che una decina di tende erano state istituite nel parco e scudi di metallo erano stati installati perpendicolarmente a Via Hruševskoho, con le forze dell'ordine in piedi dietro di essi.
Il primo ministro Azarov criticò la copertura dell'Euromaidan nei media occidentali, e la mancanza di attenzione all'Anti-Maidan, "I media occidentali stanno prestando attenzione a una piazza e non pagano per altro," e disse che l'Anti-Maidan rappresenta tutti in Ucraina, mentre l'Euromaidan nel suo insieme rappresenta solo Leopoli, Ternopil' e Ivano-Frankivs'k. Dichiarò poi che la maggior parte dell'Ucraina sosteneva il presidente, il governo, e non aveva più interesse all'integrazione europea.
Un'altra manifestazione da parte dei sostenitori del Partito delle Regioni (prevista per portare fino a 10.000 partecipanti) nel parco Mariinskij iniziò il 21 gennaio 2014 contro un presunto "golpe" tentato dai manifestanti dell'Euromaidan. Si prevedeva di continuare fino alla fine della Rivolta di Kiev.

## Altri antimaidan
Il Partito Comunista d'Ucraina prevedeva di raccogliere 2.000 sostenitori per una manifestazione per il 24 novembre 2013 contro la firma degli accordi con l'Unione europea. I comunisti che parteciparono sistemarono le tende vicino alla statua di Lenin a Kiev, con l'intenzione di proteggerla da atti di vandalismo.
Il 25 novembre a Sebastopoli il Blocco Russo e il Partito Comunista d'Ucraina organizzarono un "antimaidan". L'incontro era condotto a sostegno dell'adesione all'Unione Eurasiatica. Raduni precedenti del Blocco Russo nelle settimane precedenti inclusero la bandiera dell'UE in fiamme e anti-governo, e retorica anti-Ucraina, Il 26 novembre, un'altra protesta antimaidan venne organizzata a Donec'k, attirando solo 30 studenti che protestavano. Gli organizzatori dichiararono che l'Unione europea aveva rovinato le economie dei nuovi membri, e che l'adesione avrebbe portato alla corruzione e al matrimonio gay. La protesta era in contrasto con la protesta pro-UE dell'EuroMaidan a 200 metri di distanza, che attirò più di 50 manifestanti. Il giorno dopo, un piccolo raduno antimaidan venne tenuto dal Blocco Russo e dai comunisti a Mykolaïv. Al raduno del 25 novembre a Luhans'k, i manifestanti vennero raggiunti con resistenza da un gruppo di cosacchi del Don, che erano contro l'adesione all'UE e che si riferivano ai manifestanti pro-UE come fascisti.
Una manifestazione comunista a Donec'k il 1º dicembre riunì circa 200 sostenitori, per lo più anziani, che cantarono: "L'unione di Ucraina, Russia e Bielorussia è inevitabile". Il giorno seguente, la parlamentare del Partito Comunista d'Ucraina Antonina Chromova fece una dichiarazione al consiglio regionale di Donec'k, approvando l'uso della forza per rimuovere i manifestanti a Kiev, che venne accolta con un applauso. Continuò dicendo che l'Ucraina non aveva bisogno dei "valori europei", vale a dire il "matrimonio omosessuale" e i "mendicanti africani".
Il consiglio comunale di Sebastopoli, su iniziativa del Blocco Russo, decise di fare appello al Presidente e al governo dell'Ucraina per riorientare la politica estera nei confronti della Russia e della sua unione doganale. Il Blocco Russo chiese anche le dimissioni del Ministro della Pubblica Istruzione Dmytro Tabačnyk, per non aver impedito agli studenti di prendere parte alle proteste dell'Euromaidan. L'8 dicembre, l'organizzazione "Comunità russa di Sebastopoli", tenne una manifestazione a sostegno delle truppe anti-sommossa Berkut che fecero notizia per aver aggredito studenti e giornalisti a Kiev la settimana precedente. La leader del gruppo, Tat'jana Ermakova, espresse indignazione per il fatto che, secondo lei, i manifestanti avevano provocato e attaccato le truppe Berkut. "Nessun paese al mondo avrebbe permesso tale illegalità che, per il 17º giorno di fila, si verifica a Maidan", disse. La dichiarazione ufficiale della comunità russa ringraziò specificamente le truppe anti-sommossa che "ci proteggono dai fascisti", e chiamò i dimostranti dell'Euromaidan "nazisti" e "Banderisti".
Il 14 dicembre i leader di Blocco Russo e Unità Russa incontrarono il Console Generale della Russia in Crimea, Vjačeslav Svitlyčny, e dichiararono la preparazione di un antimaidan per chiedere la secessione della Crimea dall'Ucraina.
Il 25 gennaio, un movimento antimaidan filo-governativo si tenne a Mykolaïv, con i partecipanti in gran parte descritti come per lo più giovani, atletici, e che sembravano essere titušky. La folla di 400 persone parlò contro "il fascismo" e mostrò segni di promuovere l'unità di Ucraina, Bielorussia e Russia.
Il 26 gennaio, una manifestazione ebbe luogo contro il movimento Maidan a Simferopoli, con 200 partecipanti. I manifestanti accusarono i giornalisti di aver ucciso persone a Kiev. 1.000 persone si riunirono a Donec'k, sostenute da sostenitori locali della Regione, comunisti, e neo-cosacchi; gli scontri causarono alcuni feriti.
Il 1º febbraio a Dnipropetrovs'k, i comunisti tennero una manifestazione a sostegno dell'unione dell'Ucraina con la Russia e la Bielorussia, e invocarono l'imposizione del coprifuoco, la chiusura delle banche, e l'espulsione degli stranieri.

## Critica
Diverse agenzie di stampa indagarono le rivendicazioni per confermare che, in linea di massima, i partecipanti ai raduni pro-governativi agirono così per compensazione finanziaria e non per ragioni politiche, e non erano una risposta organica all'Euromaidan. "Le persone si mettono all'Euromaidan per protestare contro la violazione dei diritti umani nello Stato, e sono pronti a fare sacrifici", ha detto Oleksij Haran, uno scienziato politico dell'Università Kyiv Mohyla a Kiev. "Le persone dell'Antimaidan rappresentano solo il denaro. Il governo utilizza questi mercenari per provocare la resistenza. Essi non sacrificheranno niente."